# 平田純哉
平田 純哉（ひらた じゅんや、1998年8月5日 - ）は、日本の俳優、演出家、映画監督。兵庫県西宮市出身。
13歳より子役として、テレビ・舞台で活動。
俳優活動の傍ら、16歳より自身で舞台作品の演出を始める。
2019年より映像演出をはじめ、 主演に東野絢香を迎えた初監督短編映画『願い星流星群』は ＜STARDUST DIRECTORS film fes.2019賞＞ を受賞する他、
セルビア・フランス・ドイツなど国内外6都市の映画祭で上映された。
その後、演出家G2による舞台作品『蝋老楼』のティザームービーやベテラン俳優陣によるリモート企画『12人のおかしな大阪人』の監督を務める。
早稲田大学在学時はメディアアートを専攻し、Googleの利用規約や百人一首などの古典作品、政府の公文書等を日本語ラップに翻訳した作品を発表してきた。
2022年に作家・宇城悠人と不条理コントユニットMELTを立ち上げ「世界のゴタゴタを描き出す、令和の不条理コント」をキャッチフレーズにコント作品の発表も行っている。

## 出演

### テレビドラマ
- メイドインジャパン (2013年、NHK) - 西山聡 役
- 島の先生 (2013年、NHK) - 西松和弘 役　(題字も担当)[3]

### 舞台
- ヒカリ (2011年8月19日 - 8月21日、座・高円寺2、N.G.A.) - マニング 役
- 美女と珍獣と哺乳類 (2012年4月1日 - 4月2日、新宿文化センター小ホール、N.G.A.) - 前太郎(珍獣) 役
- 赤と青のマーチ (2012年8月22日 - 8月23日、座・高円寺2、N.G.A.) - シアン役[4]
- パニ☆ホス (主演：松本莉緒、稲葉友、作/演出：山本浩貴 2013年8月1日 - 8月11日、SPACE107、PU-PU-JUICE) - タカシ役
- LinK〜ぼくらの王国 (2013年8月16日 - 8月18日、三鷹市芸術文化センター、N.G.A.) - 準主演 赤坂強司 役
- Regret (2014年4月5日 - 4月6日、座・高円寺2、N.G.A.×PU-PU-JUICE) - ヒロシ役／関口(看守) 役
- rEvolution (2014年8月23日 - 8月24日、三鷹市公会堂 光のホール、N.G.A.) - ヒラタジュンヤ 役
- 今、君が生まれて来るって世界中に伝えて来る (2015年4月2日 - 4月3日、西東京市民会館、N.G.A.) - 主演 セイジ 役
- 惑星☆バカンス (総合演出、2015年6月10日、Childkingdom Studio、劇団獅子狩りレディ) - じゅんや役
- 明日、戦場に行く (演出：永井愛 作：篠原久美子、2015年7月15日 - 7月16日、全労済ホール/スペースゼロ、非戦を選ぶ演劇人の会) - 優希 役
- family (2015年8月20日 - 23日、調布市せんがわ劇場、N.G.A.) - 筧伍郎 役
- 1億ヒーローズ (2016年3月31日 - 4月3日、武蔵野芸能劇場、N.G.A.) - 大野勇気 役
- ヒカリの王国ZERO〜薄明の虚城〜 (2016年8月18日 - 8月21日、調布市せんがわ劇場、N.G.A.) - エンリル 役
- アルティメット・コミュニケーション (作/演出/振付：一ノ瀬京介、2017年2月1日 - 2月3日、三鷹市芸術文化センター、Sustainer Creation Family) - 上脇達也 役
- ジェネレーション☆ギャップ (2017年3月30日 - 4月2日、武蔵野芸能劇場、N.G.A.) - 昼部雄次/星川和成/小泉英作/世界科学研究所 所長/レストラン店員 役
- 千一夜夢物語 (2017年5月27日 - 5月28日、吉祥寺櫂スタジオ、be) - 主演 ハムサ 役
- dear under (2017年9月9日 - 9月10日、劇場HOPE、be) - ジジイ(ミライ) 役
- 竜馬を殺す (主演：三浦健人、作/演出：山本浩貴、2017年11月17日 - 11月25日、恵比寿・エコー劇場、PU-PU-JUICE) - 安原 役
- ウィークエンド！ (共同脚本・演出、2018年3月8日 - 3月11日、吉祥寺櫂スタジオ、be) - 吉井ハジメ(露出狂) 役
- 教室〜君のおっぱいを触れたら死んでもいいと思っていたあの頃〜 (作/演出：福島善成(ガリットチュウ)、2018年6月28日 - 7月8日、ウッディシアター中目黒、PU-PU-JUICE) - 平田 役[5]
- 平田純哉ひとり舞台 COSMICAL〜comical+cosmic〜 (脚本：酒井陽佑 上田悠人 山本浩貴 (全8作)、2018年8月27日、中野ZERO視聴覚ホール、N.G.A.プロ)
- みんなのへや・改 (作/演出：冨坂友、2018年10月17日 - 21日、CHARA DE 阿佐ヶ谷、アガリスクエンターテイメント) - 賢一 役
- 蝋老楼 (作/演出：G2、2020年2月29日 - 3月8日、中野テアトルBONBON、モジリ兄とヘミング) [6]- 大山拓海 役
- いざ、生徒総会（作/演出：冨坂友、2021年9月28日 - 10月3日、日暮里d-倉庫、VACOR ENTERTAINMENT）- 生徒会見習い 平田 役
- 江益凛と平田純哉のトークと朗読のライブ「夜も寝らんない」（トーク構成/脚本/演出：平田純哉、2021年11月23日、中野ZERO視聴覚ホール)
- 不条理コントユニットMELT＃１「異能の人」(脚本：宇城悠人 演出：平田純哉、2022年6月10日 - 6月12日、吉祥寺櫂スタジオ、MELT) - 隊員3、父、高官役
- 不条理コントユニットMELT#1.5「僕のトマソン 夏」(脚本：宇城悠人 演出：平田純哉、2022年8月14日、下北沢亭、MELT) - 与党議員、花田守、巨悪のボス 役
- SHINE SHOW! (作/演出：冨坂友、2022年8月30日 - 9月4日、シアターアルファ東京、アガリスクエンターテイメント) - 音尾 役
- 不条理コントユニットMELT#2「眠る島」(脚本：宇城悠人 演出：平田純哉、2022年10月14日 - 10月16日、BUoY、MELT) - 存在、客３、キッザニア職員、部活の先輩、暴露系Youtuber 役
- ピーチの果て、ビーチのアビス、つまりはノーサイド (作/演出：中島庸介、2022年12月15日 - 21日、サンモールスタジオ、キ上の空論) - 清水 役[7]

### イベント
- ワラチャン！U-20 お笑い日本一決定戦 「飛び出せ！胃もたれ」[8]で準決勝出場 [9](2013年8月2日、ルミネtheよしもと、日本テレビ)
- いとうせいこう is the poet with 胎動LABEL 「Live Dub Jam Vol.1」オープンマイク・パフォーマンス出演 (2019年2月8日、浅草Gold Sounds)
- ポエトリースラムジャパン さいたま大会 出場（2019年8月25日、さいたま文学館 文学ホール)
- KOTOBA Slam Japan2021 西東京大会 準優勝（2021年11月20日、立川 A.A COMPANY）
- ニューカマースラム2022 出場（2022年1月9日、ギターショップBridge）
- KSJ presents【21to22】vol.2 ゲスト出演（2022年4月23日、渋谷Violetta）

### 掲載
- NHKウィークリーSTERA 6/7号 コメント掲載 (2013年5月29日)[10]
- 朝日新聞「(18歳をあるく)戦争って何、演じて考えた」全国紙1面掲載 (2016年8月14日)[11]
- 第23回小諸・藤村文学賞 高校生の部 優秀賞一席 受賞/入賞作品集掲載 (2017年8月21日)[12]
- インカレポエトリ第5号 燕 「ラップ能 『卒都婆小町』<Track1-2>」(2021年、七月堂)

## 演出

### 舞台
- Goodbye, my mind (2014年10月25日、Child-KingdomStudio、劇団獅子狩りレディ)  - 演出
- 惑星☆バカンス (2015年6月10日、Child-KingdomStudio、劇団獅子狩りレディ) - 総合演出／出演
- ザッツ・ヒーロー (2016年6月18日、Child-KingdomStudio、be) - 総合演出/出演
- ウィークエンド！ (2018年3月8日 - 3月11日、吉祥寺櫂スタジオ、be) - 共同演出・脚本/出演
- 平田純哉ひとり舞台 COSMICAL〜comical+cosmic〜 (2018年8月27日、中野ZERO視聴覚ホール、N.G.A.プロ) - 構成・演出/出演
- 江益凛と平田純哉のトークと朗読のライブ「夜も寝らんない」（2021年11月23日、中野ZERO視聴覚ホール）- トーク構成/演出/出演
- 生演奏×朗読劇 ラップ能「松風 ver1.0」（2021年11月23日、中野ZERO視聴覚ホール）- 作詞・脚本/演出・出演
- 不条理コントユニットMELT#1「異能の人」(2022年6月10日 - 6月12日、吉祥寺櫂スタジオ、MELT) - 演出/出演/プロデュース
- 不条理コントユニットMELT#1.5「僕のトマソン 夏」(2022年8月14日、下北沢亭、MELT) - 演出/出演/プロデュース
- 不条理コントユニットMELT#2「眠る島」(2022年10月14日 - 10月16日、BUoY、MELT) - 演出/出演/プロデュース
- 不条理コントユニットMELT#3「スネーク・オイル」（2024年3月6日 - 10日、王子小劇場）演出/出演[13]

### イベント
- 久間田琳加 生誕イベント「Rinka Kumada 20th Birthday Party」(2021年2月20日、渋谷ヒカリエホールB、レプロエンタテイメント) - 舞台監督
- 江益凛 生誕イベント「江益凛 爆誕祭2022」(2022年8月19日、池袋ゲキパ) - 構成/演出/スライド作成

### 映画
- 願い星流星群 (主演：東野絢香、15分、2019年) - 監督  　 
  - STARDUST DIRECTORS film fes.2019 - STARDUST DIRECORS film fes.2019賞 受賞[14]  　
  - 日本セルビア映画祭 ノミネート[15]
  - リュエイ＝マルメゾン映画祭(フランス) ノミネート(2019)
  - ハンブルグ日本映画祭 公式出品(2020)[16]
  - 東京インディペンデント映画祭(2021)ノミネート
  - 門真国際映画祭 優秀賞 受賞(2021)[17]
  - U-NEXT配信(2021.10.17-)

- Accident House (出演：古瀬リナオ、6分、2019年) - 監督/出演
- Work as LIFE (出演：上田悠人、7分、2019年) - 監督
- The Roap Boy (アニメーション、8分、2019年) - 監督/声の出演

### MV
- 浜田一平『みみたぶ』(2020) - 監督/脚本

### 舞台宣伝/配信映像
- モジリ兄とヘミング 第3回公演『蝋老楼』ティザームービ (2020年) - 撮影/監督[18]
- リモート読み合わせ企画『12人のおかしな大阪人』(2020年) - 編集/監督[19]
- リモート読み合わせ企画『12分のおかしな大阪人』(2020年) - 映像編集
- PLAY/GROUND Creation  『BETRAYAL 背信』ティザームービ (2020年) - 撮影/監督[20]
- モジリ兄とヘミング第4回公演『LEOPARD 豹変』キャストコメント動画(2021年) - 撮影/編集[21]
- モジリ兄とヘミング第4回公演『LEOPARD 豹変』演出家G2インタビュー動画(2021年) - 構成/撮影/編集[22]
- モジリ兄とヘミング第4回公演『LEOPARD 豹変』ティザームービー(2021年)- 監督/編集[23]
- PLAY/GROUND Creation  『Navy Pier 埠頭にて』スチールティザームービー (2021年) - 撮影/監督
- PLAY/GROUND Creation  『Navy Pier 埠頭にて』キャストコメント動画 (2021年) - 撮影/編集
- PLAY/GROUND Creation  『Navy Pier 埠頭にて』稽古場ティザームービー (2021年) - 監督/オフライン編集
- PLAY/GROUND Creation  『Navy Pier 埠頭にて』本ティザームービー (2021年) - 監督/オフライン編集
- 不条理コントユニットMELT#1『異能の人』配信映像 (2022年) - 監督/編集
- 不条理コントユニットMELT#2『眠る島』配信映像 (2022年) - 監督/オフライン編集
- 不条理コントユニットMELT#2『眠る島』ティザームービー (2022年) - 監督/編集

### アート作品
- 『ノれる説明文 vol.0』 ＜Google利用規約をラップ翻訳した作品＞ (2019年) - 企画／共同翻訳・ラップ
- SFC Creative Week『ノれる説明文 feat. JUKUSEI CHUMOKU!!!』 ＜慶應義塾大学則をラップ翻訳した作品＞ (2019年) - 企画／翻訳・ラップ[24]
- 拡張人情展『魂の営業マンDJプレイ』 ＜サラリーマンのビジネスカラオケネタのみでDJプレイする作品＞ (2020年) - 企画／DJ
- 『現代百人一首』 ＜百人一首を現代に置き換えラップ翻訳した作品＞ (2020年) - 翻訳・歌唱
- こころみるものたち『わざはひセッション』　 ＜新型コロナ陽性者数をメロディに変換し過去のわざはひにまつわるテキストリーディングを重ねた作品＞ (2021年) - 共同企画/映像編集・ラップ[25]
  - 27th Campus Genius Contest アート部門 ノミネート